# 文化革命小组
文化革命小组，简称文革小组，是文化大革命前期的权力机构形式。

## 历史
1966年5月，中共中央设立中央文化革命小组，成为权力极大的实权机构，各地也跟着设立，如湖北省委文化革命小组、浙江省委文化革命小组等，但它们大多在文化大革命浪潮中丧失权力。《中国共产党中央委员会关于无产阶级文化大革命的决定》（《十六条》）指出：“文化革命小组……是无产阶级文化大革命的权力机构。”又说：“文化革命小组……要像巴黎公社那样，必须实行全面的选举制。文化革命小组……可以由群众随时提出批评，如果不称职，经过群众讨论，可以改选、撤换。”但中央文化革命小组成员就是中央指定的。